# Pazneht

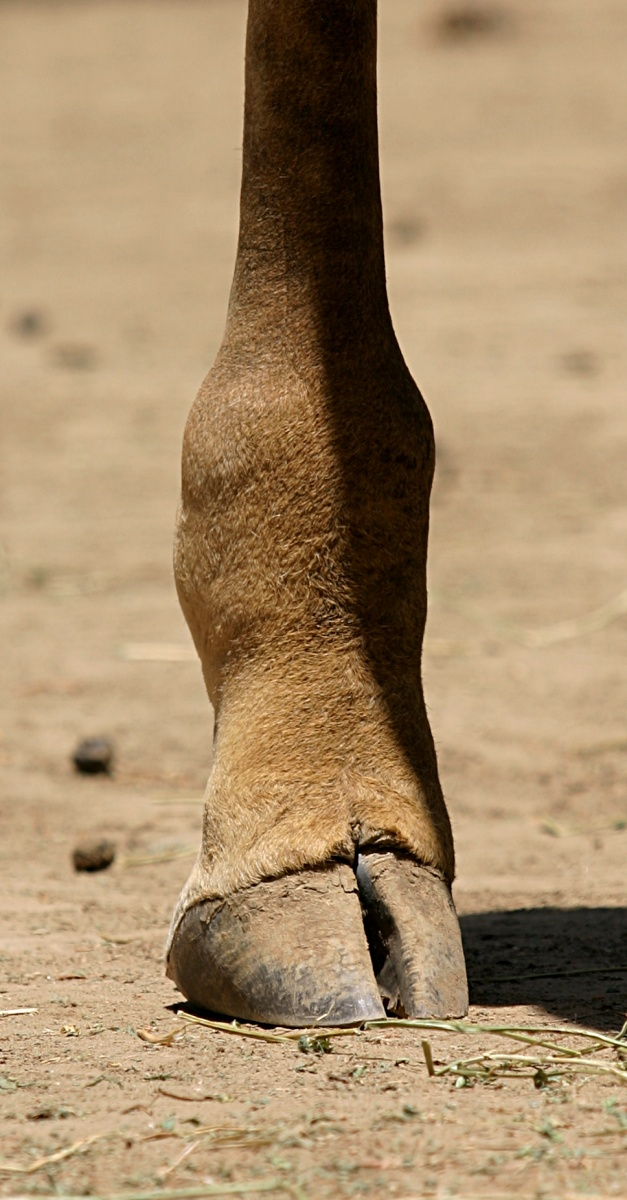
Ukázkové paznehty žirafy

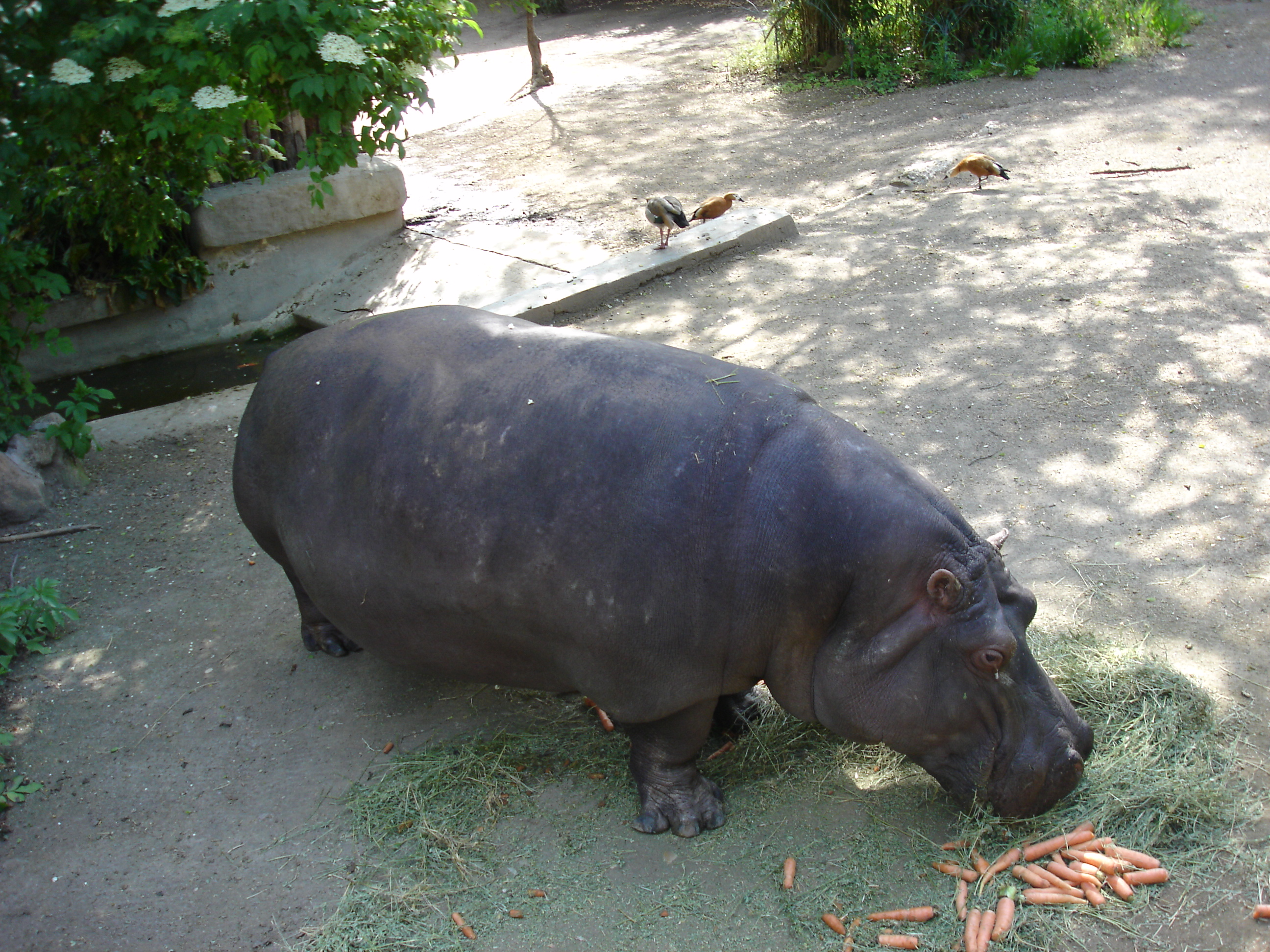
Hroch se zakrslým 1. a 4. prstem

Pazneht (uncinula) je tvrdý rohovitý nesymetrický útvar na konci třetích a čtvrtých prstů. Mají ho kopytníci, savci z řádu sudokopytníků. Kopytníci z řádu lichokopytníků mají na svých prstech obdobný útvar, ten je ale symetrický a jmenuje se kopyto. Kopytníci patří mezi prstochodce, při chůzi nenašlapují na chodidlo ale jen na prsty.

## Evoluce
Prvotní pětiprsté savčí končetiny se u sudokopytníků v průběhu vývoje přizpůsobily jejich častému pohybu – běhu. Při něm se u zvířat postupně přenášela váha těla na vnitřní (třetí a čtvrtý) prsty, zatím ostatní (první, druhý a pátý) přestaly být důležité a mnohdy zakrněly. Někdy zcela, jindy jsou jen redukované a částečně funkční. Neslouží pro vlastní chůzi nebo běh, ale jsou nápomocny např. pro zachování rovnováhy a rozložení hmotnosti zvířete na větší plochu při častém pohybu po méně únosném terénu. Zbytky po nefunkčních rudimentech, tzv. paznehtky, se nacházejí převážně na zadní straně spěnkové kosti.

## Popis
Třetí a čtvrté prsty mají záprstní kosti srostlé, dále jsou tyto prsty již samostatné. Každý prst je připojen ke kosti záprstní pomoci kosti spěnkové a zakončen je kosti paznehtní. Se záprstím neboli nártem jsou prsty spojeny volně dvojitým kladkovým kloubem. Ten dává oběma paznehtům určitou volnost na sobě navzájem, umožňuje paznehtům vychýlit se do boku, odtáhnout se od sebe. Tím se noha dotýkající podkladu stává širší, zvíře má větší stabilitu.

## Domestikace
Hodně druhů zvířat s paznehty je téměř výlučně chováno v umělých chovech. Tam se zvířata dlouhodobě buď málo pohybují (ve chlévech) nebo na jen na měkkém podkladu (na pastvinách), nedochází tak k přirozenému obrušování rohovinových paznehtů. Tyto přerůstají a pro zachování dobrého zdravotního stavu zvířat je nutno odborně ošetřovat, obrušovat, léčit záněty apod. Týká se i zvířat v ZOO.

## Spárek
U lovných přežvýkavců z řádu sudokopytníků a prasete (u tzv. spárkaté zvěře) se pro pazneht používá myslivecké pojmenování spárek.